# Nicki Nicole
Nicole Denise Cucco (Rosário, 25 de agosto de 2000), conhecida profissionalmente como Nicki Nicole, é uma rapper, cantora e compositora argentina. Ganhou popularidade com seus singles "Wapo Traketero", "Colocao", "Mamichula", "Mala Vida" e "Marisola" (remix).

## Biografia
Nicki Nicole nasceu em Rosário numa família de classe média. Demonstrou interesse pela música desde muito cedo. Frequentou o Colegio Comunidad Educativa La Paz, onde completou sua educação secundária.

## Carreira
Em abril de 2019, Nicki Nicole lançou "Wapo Traketero" sob produção de Gonzalo Ferreyra. Em agosto, a cantora colaborou com o produtor argentino Bizarrap no 13.º lançamento de suas "Music Sessions". A canção alcançou a 3.ª posição na Billboard Argentina Hot 100, disparando a popularidade de ambos os artistas na Argentina. Mais tarde naquele mês, Nicki Nicole lançou o seu segundo single, intitulado "Años Luz".
A 8 de novembro de 2019, Nicki Nicole lançou o seu álbum de estreia intitulado Recuerdos, que contou com produção de Bizarrap e colaborações de Cazzu e Duki. O álbum foi seguido pelo lançamento de um videoclipe para seu single "Diva".
Em maio de 2020, a cantora lançou o single "Colocao", que alcançou a 6.ª posição no Argentina Hot 100 e a 48.ª em Espanha. Em agosto desse ano, Nicki Nicole tornou-se a primeira mulher argentina a liderar a parada Argentina Hot 100 com "Mamichula", ao lado do rapper argentino Trueno e Bizarrap. A música também alcançou o primeiro lugar em Espanha e também foi certificada como platina nesse país.
Sua aparição no The Tonight Show Starring Jimmy Fallon em abril de 2021 com Lunay recebeu muita cobertura da imprensa na Argentina, já que ela foi a primeira artista daquele país a se apresentar no programa.
A 28 de outubro de 2021, a cantora apresentou o seu último álbum "Parte de Mí", onde faixas do início de sua carreira foram acompanhadas por novas canções. Neste álbum estão presentes vários artistas tais como Rauw Alejandro, Delaossa, Dread Mar I e Trueno.

## Discografia

### Álbuns
- 2019 - Recuerdos
- 2021 - Parte de mí
- 2023 - Alma
- 2024 - Naiki